# Аластор
Аластор (грч. Ἀλάστωρ, ген. Ἀλάστορος; дословно преведено „осветник“) је у грчкој митологији било име више личности.

## Етимологија
Име Аластор значи „осветник“.

## Митологија
- Аластор је био дух или демон крвне освете, освете над потомцима, а због греха њихових очева. Био је повезан са еринијама, мада је Аластор био усмерен радије на породицу убице, него на самог убицу. Његова мајка је највероватније била Ноћ (Никс), мада нигде није наведена.[2] Према Паусанији, Плутарху и другим ауторима, ово је могао бити било који демон који се светио људима за све лоше што су учинили. Хесихије је у том својству овај надимак приписивао Зевсу.[3]
- Син Нелеја и Хлориде кога је убио Херакле. Био је ожењен Харпаликом, Клименовом кћерком[4], коју је Климен удао након што јој је одузео невиност, али ју је након тога ипак довео к себи. Према неким претпоставкама, Аластор је можда у ранијим предањима био жртвован, односно, таст га је убио.[1]
- Према Хомеровој „Илијади“ и Овидијевим „Метаморфозама“ учесник тројанског рата из Ликије кога је убио Одисеј. Био је Тројев отац.[5]
- У Хомеровој „Илијади“ се помињао још један Аластор, који је заједно са Мекистејем однео рањеног Теукра са бојног поља. Касније је то исто учинио са Хипсенором.[6]